# 아이카와 리카코
아이카와 리카코(일본어: 愛河 里花子 あいかわ りかこ[*], 1967년 10월 7일 ~ )는 일본의 배우이자 성우. 가나가와현 요코하마시 출신. 아토믹 몽키 소속.